# Canton Tower
Canton Tower er et TV-tårn i Guangzhou (i provinsen Guangdong); tidligere hed tårnet Guangzhou Tower. Tårnet er 604 meter højt og var i kort tid verdens højeste tårn indtil Tokyo Skytree stod færdigt i 2012.
Tårnet er designet af de hollandske arkitekter Mark Hemel og Barbara Kuit fra Information Based Architecture i samarbejde med Arup, et internationalt konsulentfirma inden for bygningskonstruktion.
Inden det var bygget helt færdigt blev tårnet åbnet for offentligheden den 1. oktober 2010. Det øverste udsigtspunkt i tårnet åbnede officielt i december 2011 og er beliggende i 488 meters højde. 

## Galleri
- Februari 2007
- Juni 2007
- November 2007
- August 2008
- Juni 2009
- Juni 2009